# Kim Hjok-čchol
Kim Hjok-čchol (korejsky 김혁철, anglický přepis: Kim Hyok-chol; * 1971 / 1974) je severokorejský diplomat.

## Politické působení
Dříve působil jako poradce ministerstva zahraničí. V lednu 2014 se stal prvním velvyslancem Severní Koreje ve Španělsku. Španělské ministerstvo zahraničí ho v září 2017 označila za personu non grata a do konce září musel opustit Španělsko. Reagovalo tak na rezoluci OSN č. 2375 přijatou 11. září 2017 jako reakci na zkoušku jaderné zbraně provedenou Severní Korejí 3. září.

## Údajná poprava
V únoru 2019 se podílel na jednáních mezi KLDR a Spojenými státy na neúspěšném summitu v Hanoji. Na konci května téhož roku zveřejnil jihokorejský deník Čoson Ilbo zprávu, že byl v březnu společně s ostatními diplomaty na letišti v Pchjongjangu popraven v rámci probíhající čistky nařízené nejvyšším vůdcem KLDR Kim Čong-unem, tato informace byla ale zpochybněna americkými i jihokorejskými orgány kvůli nedostatku důkazů. O několik dní později zveřejnila americká CNN zprávu, že podle nejmenovaných severokorejských zdrojů je naživu a ve vazbě – společně s tím byl další údajně popravený diplomat Kim Jong-čchol zachycen na fotografii z oficiální akce zveřejněné Korejskou ústřední tiskovou agenturou.